# Сабо, Магда
Магда Сабо (венг. Szabó Magda; 5 октября 1917, Дебрецен — 19 ноября 2007, Керепеш) — венгерская писательница.

## Биография
Магда Сабо родилась в 1917 году. Дочь академического чиновника Элека Сабо (1879–1959) и Ленке Яблончаи (1884–1967). В 1940 году окончила университет Лайоша Кошута в старом кальвинистском городе Дебрецене (его университет тоже вырос из кальвинистского колледжа XVI века), получила диплом преподавателя латинского и венгерского языков. Учительствовала в кальвинистских школах для девочек в Дебрецене и Ходмезёвашархее. 
В 1945—1949 годах служила в Министерстве по делам религии и образования. В 1947 году вышла замуж за писателя и переводчика Тибора Шоботку (1913–1982).
Магда Сабо, признанная врагом коммунистической партии, была уволена из министерства. Вернулась в кальвинистскую школу для девочек.

## Творчество
Дебютировала стихами («Агнец», 1947; «Вернуться к человеку», 1949).
Входила в круг писателей, группировавшихся вокруг журнала «Новолунье» (Янош Пилинский, Геза Оттлик, Иван Манди, Агнеш Немеш Надь) и отстаивавших гуманистическое понимание писательского дела как личной моральной ответственности и формы духовного противостояния тоталитаризму, — все они в конце XX века были признаны классиками венгерской литературы.
В 1949 году писательница получила наиболее значимую в Венгрии литературную премию Ференца Баумгартена, но по политическим причинам премия была аннулирована властями.
До 1958 года произведения писательницы не публиковали, её муж в это время также был лишён работы. В этот период Магда Сабо начала писать прозу, в основном — романы, которые в дальнейшем принесли ей широкую известность. Писательница также является автором нескольких драм, книг рассказов (в том числе — для детей), эссе, переводчиком английском литературы (Шекспир, Голсуорси).

## Романы
- Freskó / Фреска (1958)
- Mondják meg Zsófikának / Скажите Жофике (1958)
- Az őz / Лань (1959)
- Disznótor / Пир по случаю убоя свиньи (1960)
- Pilátus / Пилат (1963)
- A Danaida / Данаида (1964)
- Mózes egy, huszonkettő / Бытие 1, 22 (1967)
- Katalin utca / Улица Каталин (1969)
- Ókút / Старый колодец (1970)
- Régimódi történet / Старомодная история (1971)
- A szemlélők / Зрители (1973)
- Abigél / Абигейл (1978)
- Az ajtó / Дверь (1987)
- A pillanat / Мгновение (1990)
- Für Elise / К Элизе (2002)

## Признание

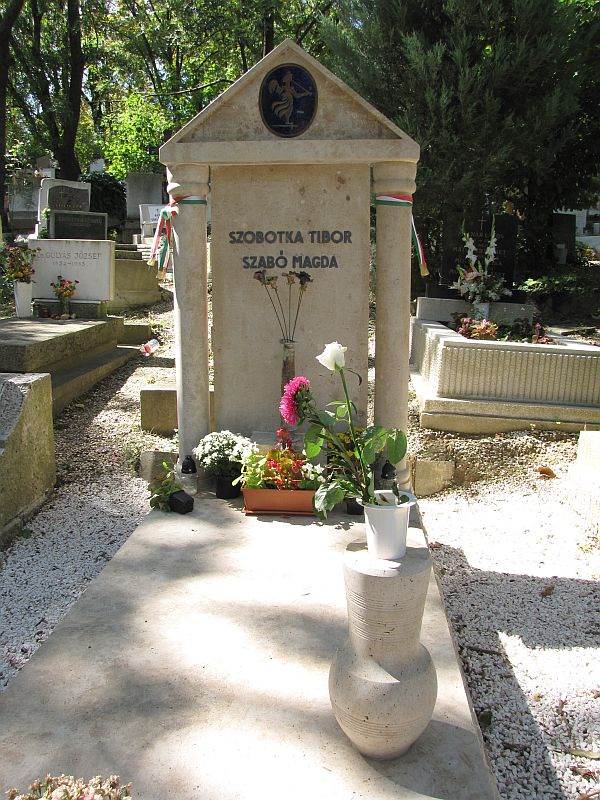
Могила Магды Сабо

Один из наиболее признанных, авторитетных и переводимых писателей Венгрии. Лауреат премий имени Аттилы Йожефа (1959), имени Кошута (1978), премии Pro Urbe города Будапешта (1983), премий имени Тибора Дери (1996) и Агнеш Немеш Надь (2000).
Роман «Дверь» удостоен премии корпорации Бетц (США, 1993) и французской премии  «Фемина» за лучший роман иностранного автора (2003). По национальному рейтингу «Большая книга» (2005) роман Сабо для юношества «Абигель» (жизнь школьницы Восточной Венгрии в годы Второй мировой войны) занял шестое место среди ста романов, наиболее популярных в Венгрии (в их число вошли также романы М. Сабо «К Элизе», «Старомодная история» и «Дверь»). Член Академии искусств Венгрии, Европейской Академии искусства и литературы, почётный гражданин Дебрецена.
Книги писательницы выходили на английском, французском, немецком, итальянском, испанском, каталанском, нидерландском, финском, польском, чешском, словенском, японском и других языках. Роман «Дверь» (1987), опубликованный на английском языке в 1995 году в переводе Стефана Драгона и в 2015 году в переводе Лена Рикса, был включен в десятку лучших произведений по выбору The New York Times.

## Публикации на русском языке
- Скажите Жофике. — М.: Иностранная литература, 1961.
- Бал-маскарад. — М.: Молодая гвардия, 1963.
- Неприятная девчонка // История одного дня. Сборник рассказов венгерских писателей. — М.: Детская литература, 1971.
- День рождения / Пер. О. Громов, Г. Лейбутин. — М.: Детская литература, 1972. — 192 с.
- Фреска: Роман; Лань: Роман; Улица Каталин: Роман. — М.: Худож. лит-ра, 1978.
- Старомодная история. — М.: Прогресс, 1980.
- Пилат / Пер. Ю. Гусев // Современная венгерская проза. — М.: Худож. лит., 1982. — С. 5—248.
- Дверь. — М.: МИК, 2000.